# Luis Jorge Prieto
Luis Jorge Prieto (Buenos Aires, 28 novembre 1926 – 31 marzo 1996) è stato un linguista e semiologo argentino.

## Biografia
Nasce a Cordoba il 28 novembre 1926, da padre di origine spagnola e madre di origine italiana. Gli incarichi del padre (sottufficiale di marina) e i problemi di salute gli impediscono di avere studi regolari, per cui sarà seguito per vari anni da un precettore, C. A. Vazquez, che avrà grande influenza su di lui. 
Nel 1950 sposa Helvecia Girard, a Cordoba, dove si laurea nel 1952. Nello stesso anno, però, entra in contatto con il linguista francese André Martinet, che ne diviene il mentore. Si trasferisce a Parigi nel 1956, come borsista e membro della Société de linguistique. 
La carriera in patria gli viene stroncata a più riprese per motivi politici – nel 1954 gli viene rimproverato di essere cattolico, nel 1957 di essere peronista, e nel 1966 di essere comunista – e così accetta dapprima un posto di linguistica generale ad Algeri (1968), poi nel 1969 gli incarichi offerti da Paris VIII: Vincennes (per l'intermediario del sociologo J.-C. Passeron) e da Ginevra (per l'intermediario di Martinet). 
Dopo tre anni lascia l'insegnamento parigino, per concentrarsi sulla cattedra svizzera che era stata di Saussure, e che mantiene fino alla fine della sua carriera (dopodiché, essa sarà soppressa). Nel 1990 scopre di avere un tumore e lavora fino alla propria morte (avvenuta però per complicazioni sanitarie estranee al cancro) al progetto dei Saggi di semiotica, scritti in italiano, cui consegna il suo pensiero maturo. 

## Pensiero
Prieto è da considerarsi un seguace (e forse una delle figure maggiori) dello strutturalismo, ma non si può inquadrare in nessuna scuola: in particolare, né in quella di Martinet, da cui proveniva, né in quella della Scuola di Ginevra, in cui si trovò a inserirsi. Il suo rapporto teorico con altri importanti esponenti dello strutturalismo (anzitutto Ferdinand de Saussure e Nikolaj Sergeevič Trubeckoj, poi Louis Trolle Hjelmslev, Éric Buyssens (1910-2000) e Roland Barthes) è dunque diretto e non mediato.
Il pensiero di Prieto procede con continuità per più di trent'anni, in modo spesso autoreferenziale, ma con un ampliamento progressivo d'interessi (dalla fonologia al complesso dell'antroposemiosi); esso è comunque articolabile – a partire dalle sue opere principali – in cinque fasi, di durata crescente.

### Noologia
Dopo aver iniziato come fonologo, Prieto si cimenta con una delle prime compiute analisi strutturali del piano del contenuto. L'individuazione degli elementi – o tratti pertinenti – semantici (chiamati ‘noemi’, e distinti in grammaticali e lessicali) viene compiuta a partire dal contributo che essi forniscono alla riuscita dell'atto di comunicazione (o atto semico), e dunque al senso, distinto dal significato. La teoria prietiana viene apprezzata da molti – e anzitutto da Tullio De Mauro, il quale la svilupperà, per breve tempo, anche in proprio. 

### Semiotica della comunicazione
Negli anni immediatamente seguenti, l'analisi dell'atto di comunicazione sfocia in una vera e propria semiotica della comunicazione, volta a sistematizzare le intuizioni di Éric Buyssens e presentata soprattutto in Messages et signaux e Sémiologie (pubblicato dopo, ma scritto prima).
L'atto di comunicazione è una forma di indicazione: con esso l'emittente determina l'incertezza del ricevente (e cioè indirizza la sua curiosità in un orizzonte preciso) per poi ridurla, per far sì che il ricevente non abbia alcun dubbio su quale degli infiniti sensi possibili l'emittente voglia trasmettergli. L'emittente ha dunque tutta la responsabilità della riuscita o del fallimento dell'atto di comunicazione, ed ha a disposizione mezzi linguistici, ma anche contestuali. 
Prieto sviluppa inoltre in senso semiotico le considerazioni di Martinet sull'economia fonologica e sintattica, distinguendo tra economia nel costo (quantità e organizzazione dei segnali necessari a “coprire” esaustivamente un dato campo noetico, o insieme di sensi esprimibili da un codice) e nella quantità (quanti noemi servono a convogliare un dato senso in un dato contesto). 

### Semiotica della significazione
Se nei primi anni '60, Prieto riconosce il valore della semiologia della significazione praticata da Roland Barthes, ma per parte sua sceglie un campo più ridotto, in seguito i suoi interessi si allargano sempre più verso lo studio dei fenomeni connotativi (dunque anche indizi non intenzionali). Dal punto di vista teorico, da una parte, egli definisce meglio la distinzione tra campo noetico (campo del dicibile) e campo semantico (campo dei mezzi linguistici a disposizione); dall'altra, esplicita la relazione tra conoscenza e prassi – a partire da una generalizzazione delle tesi di Trubeckoij sul fonema – che esporrà sistematicamente in Pertinenza e pratica.

### Teoria della pertinenza
Pertinenza e pratica è forse il libro più fortunato di Prieto – e certamente quello che oggi viene maggiormente ricordato. L'idea base è che ogni conoscenza è inserita in una pratica: si conosce solo ciò che può servire a qualcosa. Prieto la trae da una generalizzazione della fonologia di Trubeckoij, riletta attraverso alcune osservazioni di Alan H. Gardiner: come il fonema è una conoscenza della realtà materiale (ovvero, un'individuazione di alcuni tratti pertinenti) usata per comunicare, così ogni conoscenza è una pertinentizzazione di aspetti della realtà materiale condivisa da una certa comunità per certi scopi.
A partire dal rapporto tra pertinenza e pratica vengono fornite anche una definizione di ‘connotazione’ (come senso riferentesi a una pratica seconda, e dunque a una pertinentizzazione che si appoggia su un'altra) e di ‘ideologia’ (come conoscenza che non dichiara la propria pertinenza, e si pone così falsamente come assoluta).

### Teoria dellaraison d'êtredella conoscenza
Negli anni successivi, i contatti di Prieto con i propri interlocutori italiani lo spingono ad affidare all'editrice parmense Pratiche, legata a Emilio Garroni, una raccolta di Saggi di semiotica in italiano, che riunisce pochi testi già scritti con altri prodotti espressamente per quest'opera. Progetta dapprima solo i primi due libri, che si rivolgono a problemi di epistemologia e di estetica. Nel momento in cui il tumore sembrava dargli un po' di tregua, Prieto concepisce l'idea di altri due volumi, in cui rielaborare le sue nozioni propriamente linguistiche alla luce del suo nuovo impianto antroposemiotico. Riesce a pubblicare solo il terzo volume, lasciando il quarto incompiuto. 
Il complesso dell'opera rappresenta il trattato "di una semiotica" (come si legge nella prefazione al terzo volume) che si intende come teoria della ragion d'essere della conoscenza, nel senso spiegato sopra. Nonostante la loro ricchezza, il libro e la teoria non hanno trovato molta fortuna, anche perché l'editore fallì presto, e non vi sono traduzioni complessive. 
1. La nozione di identità può essere presa come punto di partenza. Alla domanda: “che cosa vuol dire “essere la stessa cosa?” si può rispondere in due modi: o si assumono tutte le caratteristiche di un oggetto materiale (per cui un oggetto può essere solo uguale a se stesso), o si prendono in esame solo i tratti pertinenti (che assimilano un oggetto a tutti gli altri dello stesso tipo). Prieto chiama la prima identità numerica, e la seconda identità specifica. Noi ci interessiamo per lo più delle identità specifiche degli oggetti, e non delle loro identità numeriche. 
2. Gli oggetti sono sempre (e non solo nella linguistica) creati dai punti di vista, ma questi punti di vista sono sempre pertinenti (ovvero legati a una pratica). I punti di vista possono essere inerenti (distinguo un'arancia da un limone per il colore della buccia) o relazionale (distinguo un violino, tra tanti della stessa epoca e della stessa fattura, perché fu suonato da Mozart). Gli oggetti possono essere spaziali (es. un manifesto), temporali (es. un'esecuzione di una sinfonia alla radio) o spazio-temporali (es. una partita di calcio) a seconda di quali caratteristiche vengono pertinentizzate. Solo gli oggetti spaziali possono a rigore trasformarsi. Negli altri, in cui si pertinentizza il tempo, si parla di un altro oggetto.
3. Il legame tra prassi e conoscenza consente di distinguere tra sapere (conoscenza attuale a qualche livello, che può essere vera o falsa) e progetto (sapere applicato, che può essere buono o cattivo). Per Prieto, la realtà materiale esiste, ma è indipendente dalla conoscenza dell'uomo e infinitamente frammentabile (a partire da un'infinità di punti di vista inerenti e relazionali) e infinitamente rappresentabile (fatte salve le impossibilità logiche e materiali). Si può così distinguere tra scienze della natura (che concernono la realtà materiale) e dell'uomo (che concernono la realtà storica, ovvero le conoscenze di conoscenze della realtà materiale); la semiologia ha una sorta di ruolo-guida nell'ambito delle scienze dell'uomo.
Alla base di tutto vi sono le pratiche, che possiamo definire come utilizzazione, da parte di un soggetto (esecutore), di un mezzo per ottenere uno scopo (o eventualmente, di una materia prima per ottenere un mezzo). Lo scopo è logicamente anteriore al mezzo, per cui la pertinenza viene prima della verità. Il mezzo di una pratica può essere distinto in utensile (se è prodotto espressamente per il suo scopo) ed espediente (se non lo è). 
Una pratica può essere materiale (se mira a produrre un oggetto materiale) o simbolica (se mira a produrre un oggetto mentale, come ad esempio un sapere o un concetto). Le pratiche simboliche non producono oggetti materiali, ma oggetti mentali, ovvero identità simboliche la cui identità numerica non è pertinente in sé.
4. Le pratiche simboliche sono infatti tutte, in qualche modo, interpretazioni di indizi, ma non tutte le interpretazioni di indizi implicano la comunicazione. 
Le interpretazioni di indizi hanno come scopo un oggetto mentale, che è un sapere su un referente. L'indicazione può essere di esistenza o di attribuzione (se determiniamo qualcosa che sappiamo già esserci), e può interpretare comportamenti (per i quali supponiamo un'intenzionalità) o impronte. Gli indizi possono essere mezzi (se utilizzati sistematicamente come tali) o espedienti. L'indicato e l'indicante sono nozioni estensive rispetto a significato e significante. La comunicazione, allora, altro non è che un'interpretazione di indizi con un passaggio in più, sicché il segnale/indizio rimanda al significato, e questo (attraverso il senso) rimanda al referente.
5. L'approccio dell'ultimo Prieto ai temi dell'opera d'arte si riallaccia alla sua riflessione sull'identità degli oggetti. In particolare, egli ritiene la creazione di un'opera d'arte come un caso di invenzione la quale non è un oggetto materiale, ma un concetto, ossia un'identità specifica creata per soddisfare certi scopi in una pratica simbolica. L'artista, dunque, è primariamente l'inventore, e non va confuso (anche quando i due siano la stessa persona) con l'esecutore, che è chi produca un oggetto materiale dotato dell'identità specifica che costituisce l'invenzione. L'invenzione non coincide con alcuna delle sue realizzazioni (che possono essere una, molteplici o nessuna), e possiamo anche avere esecutori multipli, o nulli.
Con questa idea, Prieto si scaglia contro il “mito dell'originale” – l'idea, cioè, che l'artisticità (o comunque il valore) sia sempre legata a un'identità numerica: qualsiasi realizzazione che esibisca l'IS pertinente ha lo stesso valore estetico di qualsiasi altra. Tra i casi di originale inesistente il principale è forse quello della musica, che diviene il paradigma della nuova concezione.
6. Quanto alla soggettività, essa nasce quando, Per Prieto, in parallelo con la scoperta dell'esistenza di oggetti materiali, avviene la scoperta del proprio corpo come oggetto. Ma essa non si esaurisce nel riconoscimento di far parte di un mondo materiale, di cui fa parte: un soggetto deve altresì scoprire che ci sono altri soggetti (altri “uni”) e non si misura con loro. Da allora non potrà più vivere come se fosse solo. Si può parlare, a questo proposito, di una nascita simbolica, parallela e successiva alla nascita come ingresso nella vita biologica. 
I mezzi per la sopravvivenza biologica vengono scoperti attraverso il gioco, e consistono fondamentalmente nella normalizzazione: il soggetto prende coscienza che esistono mezzi alternativi per operare pratiche, e che spesso la scelta tra essi dipende dalle sue decisioni, e adotta dunque una "sistemazione non istintiva dell'istinto". Ognuno di noi, dunque, è in ogni momento sottoposto a scelte su come fare le cose che fa; ma tali scelte non sono innocenti, in quanto ci apparentano a tutti coloro che scelgono come noi, sicché apparteniamo a tante comunità quante sono le norme che adottiamo.

## Opere principali
- Principes de noologie. Fondements de la théorie fonctionnelle du signifié, Mouton, 1964; trad. Luigi Ferrara degli Uberti, Principi di noologia, introduzione di Tullio De Mauro, Ubaldini, Roma 1967
- Que es la lingüística funcional?, Universidad de la Republica, Montevideo 1965
- Messages et signaux, PUF, 1966; trad. Luigi Ferrara degli Ubertà e Sandra Faré, Lineamenti di semiologia. Messaggi e segnali, Laterza, Bari 1971
- “Sémiologie”, in Encyclopédie de la Pléiade, XXV, Gallimard, Paris 1968.
- Études de linguistique et sémiologie générales, Droz, Gèneve 1975.
- Pertinence et pratique, Minuit, 1975; trad. Daniele Gambarara, Pertinenza e pratica, Feltrinelli, Milano 1976
- On the Identity of the Work of Art, in "Versus", 46, 1987, pp. 31-41
- Saggi di semiotica, Pratiche, Parma 1989-95, 3 voll.:
  - 1. Sulla conoscenza ISBN 9788873801122
  - 2. Sull'arte e sul soggetto, con un colloquio con Tullio De Mauro sulle prospettive della semiologia ISBN 9788873801238
  - 3. Sul significato ISBN 9788873802259
- Le mythe de l'original, in "Poétique", trad. Il mito dell'originale. L'originale come oggetto d'arte e come oggetto di collezione, introduzione di Paolo Fabbri, Aracne, Roma 2015